# Саргсян, Давид Рафаэлович
Дави́д Рафаелович Саргся́н (арм. Դավիթ Սարգսյան, 14 июля 1977, Ереван) — армянский финансист и политический деятель. Являлся министром финансов Армении с 2013 по 2014 года. С 2008 по 2013 года занимал должность руководителя аппарата Правительства Армении.

## Образование
- 1994—1999 — Ереванский государственный экономический институт. Экономист.
- 1999—2002 — Ереванский государственный экономический институт. Кандидат экономических наук. Тема диссертации «Влияние управления инфляцией на платежный баланс Армении».

## Трудовая деятельность
- 1997—1998 — ведущий специалист управления по управлению государственным долгом министерства финансов и экономики Армении.
- 1998—1999 — главный специалист управления внешнего государственного долга министерства финансов и экономики Армении.
- 1999—2002 — помощник-референт председателя Центрального банка Армении.
- С 2002 — начальник отдела банковской методологии и регулирования управления банковской методологии и анализа Центрального банка Армении.
- 2001—2003 — заместитель директора совета директоров Черноморского банка торговли и развития.
- С 2003 — преподаватель в Ереванском государственном экономическом институте. Кафедра макроэкономики.
- 2004—2007 — секретарь региональной группы банковских контролёров Закавказья, Центральной Азии и Российской Федерации.
- 2002—2006 — начальник управления банковской методологии и анализа Центрального банка Армении.
- 2006—2008 — начальник управления политики финансовой системы и анализа Центрального банка Армении.
- 2008 — 2013 — руководитель аппарата правительства Армении.
- С 2013 года — министр финансов правительства Армении.